# Corina Luijks
Corina Luijks (Lepelstraat, 1995) is een Nederlands zaal- en veldvoetbalster. Ze speelt als aanvaller.

## Carrière
Luijks begon met voetballen bij RKSV Halsteren. Vervolgens speelde ze bij de clubs SV Smerdiek, RSC Anderlecht, Antwerp FC en FC Eindhoven. In het seizoen 2015-2016 speelde Luijks voor Lierse SK en daarna voor Eva's Tienen. In het seizoen 2017-2018 kwam ze uit voor Excelsior Rotterdam.
In januari 2019 startte Luijks bij het Italiaanse ASD Pink Sport Time, waar ze het seizoen afmaakte en het volgende seizoen bleef. In het seizoen 2020/2021 stapte ze over naar SV Zulte Waregem. Begin 2021 begon ze bij het Italiaanse Lazio. Het seizoen daarna ging Luijks naar het Franse ASJ Soyaux-Charente, waar ze in december 2021 wegging. Begin 2022 stapte ze over naar het Hongaarse ETO FC Győr, waar ze met het team de Hongaarse beker won. In oktober 2022 stapte ze over naar het Turkse Fatih Karagümrük, waar ze bleef tot februari 2023. Daarna ging Luijks spelen voor het Kroatische ŽNK Split. Later in het seizoen 2023/2024 ging ze voetballen bij de club Al-Shabab FC in het Saoedi-Arabische Riyad.
In 2018 werd Luijks geselecteerd voor het Nederlands zaalvoetbalteam.